# Buč (priimek)
Buč je priimek v Sloveniji, ki ga je po podatkih Statističnega urada Republike Slovenije na dan 1. januarja 2010 uporabljalo 11 oseb in je med vsemi priimki po pogostosti uporabe uvrščen na 17.803. mesto.

## Znani slovenski nosilci priimka
- Boštjan Buč (*1980), atlet
- glej tudi priimek Bučar, Bučan itd.